# Amakusa (miasto)
Amakusa (jap. 天草市 Amakusa-shi) – miasto w Japonii, w prefekturze Kumamoto. Administracyjnie obejmuje kilka wysp grupy Amakusa niedaleko wybrzeży Kiusiu (Kyūshū). W 2015 roku liczyło 82 739 mieszkańców.